# Montana (pel·lícula de 1998)
Montana és una pel·lícula estatunidenca policíaca dirigida per Jennifer Leitzes, estrenada l'any 1998. Ha estat doblada al català.

## Argument
Els últims dies d'una organització criminal estan explicats. El cap de la màfia està perdent el control, sap que li estan robant i a més, el seu fill ha estat assassinat. Tot es complica quan dubte d'un dels seus homes més fidels.

## Repartiment
- Kyra Sedgwick: Clara Kelsky
- Stanley Tucci: Nicholas 'Nick' Roth
- Robin Tunney: Kitty
- John Ritter: Dr. Wexler
- Philip Seymour Hoffman: Duncan
- Robbie Coltrane: El cap
- Ethan Embry: Jimmy
- Mark Boone Junyr: Stykes
- Paul Calderon: Rodeu
- Ajay Naidu: Ives
- Alan Manson: Paul
- Raynor Scheine: Fuller
- Liam Aiken: Kid
- Peter Gerety: Mike
- Phyllis Somerville: cambrera